# Tóth Géza (meteorológus)
Tóth Géza (Északkeleti Betörés; Nyitra, 1901. augusztus 14. - Adelaide, Ausztrália, 1995. június 4.) meteorológus, geofizikus.

## Élete
Református teológus édesapja Szentendrén tanítói állást vállalt, ott töltötte gyerekkorát. Már gimnazistaként több idegen nyelven megtanult. 1918-ban, 17 éves korában a budapesti III. kerületi gimnáziumban kitüntetéssel érettségizett, majd a Pázmány Péter Tudományegyetemre jelentkezett, ahol tagja lett a Galilei Körnek. Kétévi kötelező katonai szolgálat után végül 1926-ban kitűnő eredménnyel matematika–fizika szakos középiskolai tanári oklevelet szerzett. Rögtön tanársegédi álláshoz jutott a József Nádor Műegyetemen, ahol több mint húsz évig rendszeresen előadott. 1927-ben az Országos Meteorológiai és Földmágnességi Intézet (OMFI) munkatársa lett. Marczell György mellett volt kisegítő munkatárs az Aerológiai Osztályon. 1929-től asszisztens.
1930-ban ösztöndíjasként német obszervatóriumok munkáját tanulmányozta. Aerológusként részt vett magaslégköri mérésekben. 1934-től adjunktus. Léghajós repüléseket végzett, majd szervezte és oktatta a vitorlázó pilótákat, tankönyvet is írt a számukra. 1938-ban osztálymeteorológus. A második világháború alatt vette át a Prognózis Osztály vezetését. A világháború után az újrainduló polgári repülés meteorológiai biztosításának irányítója. 1946-tól főmeteorológus, 1948-ban nevezték ki az OMFI igazgatójává.
1950-ben az Államvédelmi Hatóság (ÁVH) letartóztatta és vádemelés és ítélet nélkül internálták. A recski nyaralóban volt tanulmányúton. 1953-ban a tábor felszámolásakor szabadult. 1956-ban beosztott munkatársként felvették az Eötvös Loránd Geofizikai Intézetbe. 1963-tól 1965-ös nyugdíjazásáig a SZÜV számítástechnikai vállalatnál dolgozott. 1971-ben, Barta György professzor meghívására, nyugállományú munkatársként, tudományos tanácsadóként került a Geofizikai Tanszékre. A tanszéki könyvtár kiépítésével is foglalkozott. 1993-ban az MTA doktora lett.
1935-től az International Meteorological Organization Aerológiai Bizottságának tagja, 1969-től a Magyar Geofizikusok Egyesületének örökös tiszteletbeli tagja. Ausztráliai látogatása idején hunyt el. Az Óbudai temetőben nyugszik.

## Elismerései és emlékezete
- 1991 Eötvös Loránd-díj

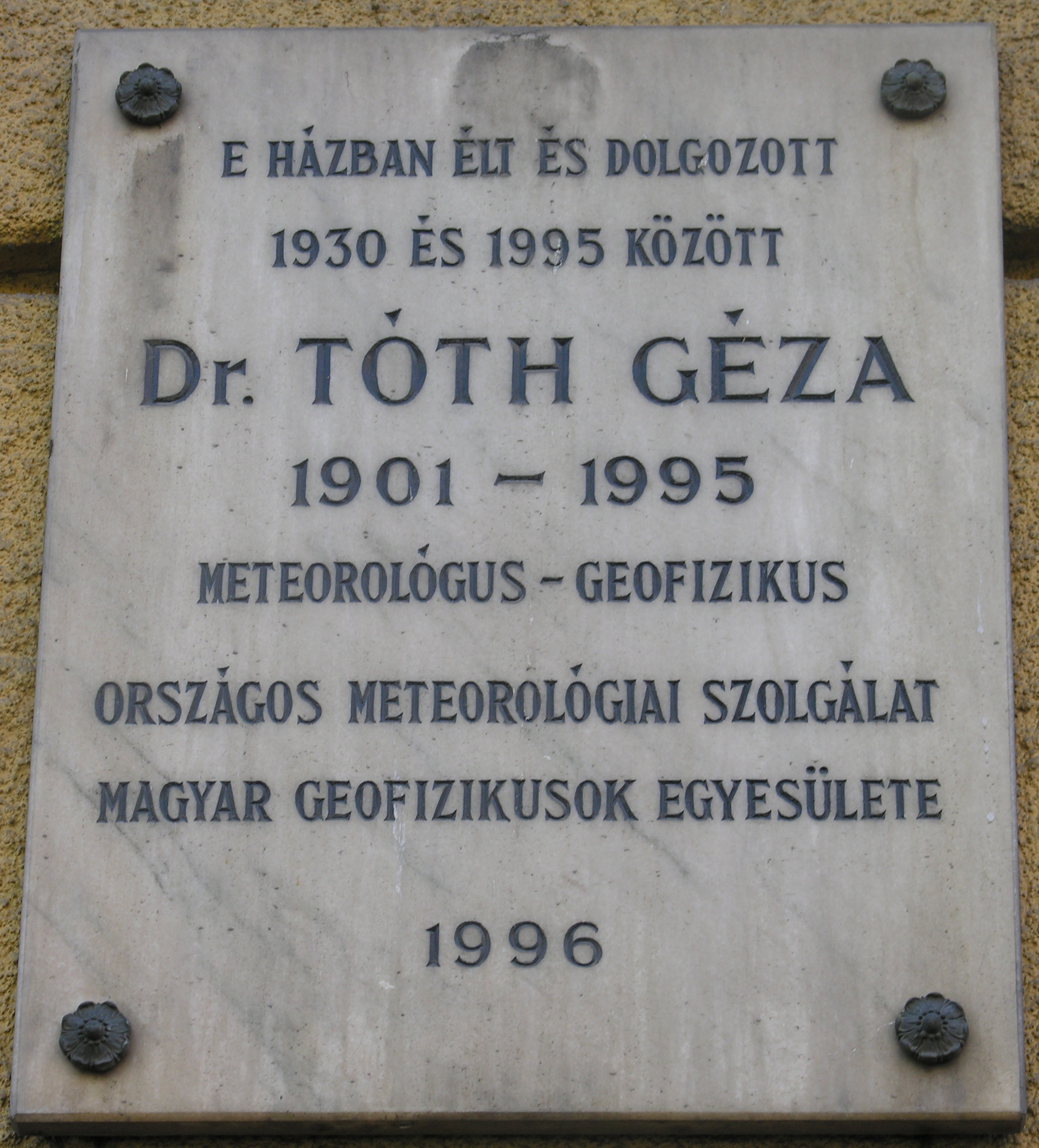

- 1996 Emléktábla Budapest II. kerületében